# Keglesnit
Et keglesnit er den geometriske kurve der fremkommer hvis man skærer en kegle igennem med et plant snit. Der er tre typer keglesnit (når specialtilfældene indeholdende keglens midtpunkt ikke medregnes), nemlig ellipse, parabel og hyperbel. En cirkel er et specialtilfælde af en ellipse, og er så interessant at den sommetider regnes som en fjerde type keglesnit. Disse tre (eller fire) keglesnit betragtes derfor som en "klasse for sig". Ikke kun indenfor geometrien, men også i himmelmekanikken spiller netop disse tre kurver en særlig rolle.

## Geometrisk beskrivelse
På illustrationerne herunder ses nogle grønne kegler med deres akse markeret som en sort, stiplet linje. De gennemskæres af det blå, skakternede plan i forskellige vinkler, og danner derved snitflader i keglen, markeret med en rød streg:
| Cirkel | Ellipse | Parabel | Hyperbel |
|        |         |         |          |

Som det ses, afhænger faconen af snitfladen med den vinkel snitplanet har i forhold til keglens akse:
- For at få en cirkelrund snitflade, skal snitplanet stå vinkelret på keglens akse.
- Er vinklen mellem snitplanet og keglens akse mindre end 90°, men større end den vinkel keglens såkaldte frembringer danner med aksen, bliver resultatet en ellipse.
- Hvis snitplanet danner samme vinkel med aksen som keglens frembringer, får snitfladen facon som en parabel.
- Bliver snitfladens vinkel med aksen mindre end frembringerens, får man en hyperbel.

### Brændpunkt og ledelinje
Keglesnit kan også beskrives geometrisk ved at betragte et givet punkt i planet, kaldet brændpunktet, samt en ret linje, kaldet ledelinjen. Brændpunktet må ikke ligge på ledelinjen. Da beskriver de punkter, hvis afstand til ledelinjen og brændpunktet står i et konstant forhold e til hinanden, hvordan keglesnittet ser ud.
Afhængig af forholdet e, excentriciteten, genereres forskellige figurer. Cirklen kan man betragte som havende en excentricitet lig med nul {\displaystyle \ (e=0)} og derfor en ledelinje som ligger uendeligt langt væk.
- En ellipse genereres for {\displaystyle \ 0<e<1}
- En parabel genereres for {\displaystyle \ e=1}
- En hyperbel genereres for {\displaystyle \ e>1}

De tre punktmængder kan også karakteriseres på denne måde: Vi har en given linje l, et punkt F, som ikke ligger på linjen og et positivt tal e. Vi betragter nu punktmængden som består af alle de punkter (P) hvorom det gælder at FP/lP = e, hvor FP er afstanden fra P til F, og lP er den vinkelrette afstand fra linjen l til P.

## Kugle-reglen
Hver af de fire keglesnit har et eller to brændpunkter, om end cirklens "brændpunkt" normalt omtales som dens centrum. Hvis man lægger en kugle i et kegle-formet "bæger", og derefter som snitplan vælger et tangentplan til kuglen, så vil kuglens røringspunkt med snitplanet netop være keglesnittets brændpunkt (eller, for ellipsens og hyperblens vedkommende: det ene af dem).

## Bog
- Schultz, Jonny (1990): Matematik højniveau 1 - plangeometri og rumgeometri. Forlaget Trip, Vejle. ISBN 87-88049-16-7 s. 111-130